# Membri ai Academiei Române - I
Aceasta este o listă a tuturor membrilor Academiei Române ale căror nume încep cu litera I, începând cu anul înființării Academiei Române (1866) până în prezent.
- Caius Iacob (1912 - 1992), matematician, membru titular (1963)
- Simion Iagnov (1892 - 1958), medic, membru corespondent (1948)
- Aurel Gh. Iancu (n. 1928), economist, membru titular (2001)
- Ion Ianoși (1928 - 2016), filosof, membru de onoare (2001)
- Virgil Ianovici (1900 - 1990), geolog, membru titular (1990)
- Garabet Ibrăileanu (1871 - 1936), critic, istoric literar, ales post-mortem (1948)
- Dorin Ieșan (n. 1941), matematician, membru corespondent (2001)
- Constantin C. Iliescu (1892 - 1978), medic, membru titular (1965)
- Ion Inculeț (1884 - 1940), om politic, membru titular (1918)
- Grigore L. Ioachim (1906 - 1979), inginer, membru corespondent (1963)
- Valeriu Ioan-Franc (n. 1949), economist, corespondent (2018)
- George Ioanid (1800 - 1888), profesor, membru de onoare (1871)
- Traian Ionașcu (1897 - 1981), jurist, membru titular (1974)
- Constantin N. Ionescu (1905 - 1956), chimist, farmacist, membru corespondent (1948)
- Eugen Ionescu (1909 - 1994), scriitor, dramaturg, ales post-mortem (2009)
- Grigore Ionescu (1904 - 1992), arhitect, membru titular (1992)
- Ion (Bizeț) Ionescu (1870 - 1946), inginer, matematician, membru corespondent (1919)
- Mihail Andrei Ionescu (1900 - 1988), entomolog, membru corespondent (1955)
- Mircea Ionescu (1896 - 1980), chimist, membru corespondent (1963)
- Nicolae Ionescu (1820 - 1905), publicist, om politic, membru fondator (1867)
- Theodor D. Ionescu (1898 - 1990), inginer chimist, membru corespondent (1963)
- Theodor V. Ionescu (1899 - 1988), fizician, membru titular (1963)
- Thoma Ionescu (1860 - 1926), medic, membru de onoare (1925)
- Vlad Ionescu (1938 - 2000), inginer, membru corespondent (1996)
- Ion Ionescu (de la Brad) - membru de onoare (1884)
- Ioan Ionescu-Dolj (1875 - 1947), jurist, membru corespondent (1928)
- George Ionescu-Gion (1857 - 1904), istoric, publicist, membru corespondent (1889)
- Constantin Ionescu-Mihăești (1883 - 1962), medic, membru titular (1945)
- Gheorghe Ionescu-Sisești (1885 - 1967), agronom, membru titular (1936)
- Nicolae Ionescu-Sisești (1888 - 1954), medic, membru corespondent (1939)
- Liviu Ionesi (1925 - 2006), geolog, membru titular (2003)
- Constantin Ionete (1922 - 2011), economist, membru de onoare (1993)
- Iorgu Iordan (1888 - 1986), lingvist, filolog, membru titular (1945)
- Nicolae Iorga (1871 - 1940), istoric, publicist, scriitor, om politic, membru titular (1910)
- Marius Iosifescu (n. 1936), matematician, membru titular (2000)
- Ion Irimescu (1903 - 2005), sculptor, membru de onoare (1992)
- Emil Isac (1886 - 1954), poet, membru corespondent (1948)
- Dumitru A. Isăcescu (1904 - 1977), chimist, membru corespondent (1955)
- Mugur Viorel Isărescu (n. 1949), economist, membru titular (2006)
- Iosif Iser (1881 - 1958), pictor, grafician, membru titular (1955)
- Sabina Ispas (n. 1941), etnologă, membru corespondent (2004)
- Constantin I. Istrati (1850 - 1918), chimist, medic, membru titular (1899)
- Nicolae Ivan (1855 - 1936), episcop, membru de onoare (1934)
- Eugeniu Ivanov (n. 1933), fizician, membru corespondent (1996)
- Gheorghe Ivănescu (1912 - 1987), lingvist, membru corespondent (1965)